# Cabezo María
El cabezo María es un cabezo, con forma de cono volcánico de la provincia de Almería, en el municipio de Antas, situado al norte de la sierra Cabrera, también de origen volcánica. Sus coordenadas son 37º12´43" -1º55´57"
El sitio está propuesto como «Lugar de interés geológico español de relevancia internacional» (Global Geosite) por el Instituto Geológico y Minero de España por su interés petrológico, con la denominación «VU004: Centro de emisión volcánico del cabezo María», dentro del contexto geológico «Vulcanismo neógeno y cuaternario de la península ibérica».

## Aspecto
Es un cono volcánico de forma cónica, y algo achatado. No tiene cráter, debido a la erosión

## Vulcanismo
El volcán emitió varias coladas de lava atravesando la cuenca de Vera, con formas cuerdiformes. Este tipo de coladas de lava son llamadas veritas. Las erupciones de dicho volcán, y de los demás volcanes de la cuenca tuvieron erupciones violentas.

## Alrededores
El volcán se sitúa en la cuenca de Vera, una cuenca donde se ha formado vulcanismo antiguo; que se trata de un campo volcánico, siendo el volcán más joven, seguramente, el cabezo María. Aparte de este, se puede encontrar otros volcanes como el volcán de Los Pelaos, situado entre Vera y la playa de Vera, donde se asienta en su cima el Pueblo Salinas; y Loma Jordana, situado al norte de la cuenca.
Loma Jordana, es un cono volcánico situado en la sierra de Almagro. La corona un cráter más o menos apreciable. La cuenca se sitúa entre la sierra de Almagro y la sierra Cabrera. La sierra Cabrera es de origen volcánico, formado por antiguos volcanes, totalmente erosionados, que dentro de esta sierra se encuentra la conocida Área Volcánica de Cóbdar. Esta cuenca se sitúa en el Cabo de Gata, pero no dentro del parque